# Cernay-en-Dormois
Cernay-en-Dormois település Franciaországban, Marne megyében. Lakosainak száma 134 fő (2022. január 1.). Cernay-en-Dormois Autry, Bouconville, Condé-lès-Autry, Fontaine-en-Dormois, Massiges, Minaucourt-le-Mesnil-lès-Hurlus, Rouvroy-Ripont, Servon-Melzicourt és Ville-sur-Tourbe községekkel határos.

## Népesség
A település népességének változása:
| Lakosok száma | 209  | 156  | 153  | 153  | 151  | 155  | 150  | 138  | 136  | 134  |
|               | 1968 | 1982 | 1990 | 2006 | 2013 | 2015 | 2017 | 2019 | 2020 | 2022 |